# Fakta (tidskrift)
Fakta var en populärvetenskaplig tidskrift utgiven 1985-1992 av Skandinavisk fakta AB i Oslo (1985-92 under titeln Vetenskap för alla). Den utgavs i parallella upplagor i Sverige, Danmark och Norge.